# Funkcja holomorficzna

Prostokątna siatka (u góry) wraz z jej obrazem danym względem funkcji holomorficznej f (na dole).

Funkcja holomorficzna – funkcja zespolona na otwartym podzbiorze płaszczyzny liczb zespolonych ({\displaystyle f:X\rightarrow \mathbb {C} ,X\in \tau (\mathbb {C} )}), która jest różniczkowalna w sensie zespolonym w każdym punkcie tego podzbioru. Funkcje holomorficzne to główny obiekt badań analizy zespolonej.
Holomorficzność funkcji jest warunkiem dużo silniejszym niż różniczkowalność w sensie rzeczywistym , gdyż funkcja o tej własności jest nieskończenie wiele razy różniczkowalna i może być przedstawiona równoważnie za pomocą szeregu potęgowego (tj. za pomocą szeregu Taylora).

## Nomenklatura
Słowo „holomorficzny” zostało wprowadzone przez dwóch studentów Cauchy’ego, Briota (1817–1882) oraz Bouqueta (1819–1895), i pochodzi od greckiego ὅλος (holos) oznaczającego „całość” oraz μoρφń (morfe) oznaczającego „kształt”, „wygląd”.
Często, wymiennie z terminem „funkcja holomorficzna”, stosuje się również nazwę funkcja analityczna, jednak jest ona także używana w szerszym sensie – funkcji (rzeczywistej, zespolonej lub ogólniejszego typu), która jest równa swojemu rozwinięciu w szereg Taylora w dowolnym punkcie swojej dziedziny. Nietrywialny fakt, że klasa funkcji analitycznych pokrywa się z klasą funkcji holomorficznych jest istotnym twierdzeniem analizy zespolonej. W związku z tym wielu matematyków przedkłada termin „funkcja holomorficzna” nad „funkcja analityczna”, choć ten drugi nadal jest szeroko rozpowszechniony. O funkcjach holomorficznych mówi się także, że są regularne (zob. funkcja regularna), z kolei funkcje, które nie są holomorficzne, nazywa się czasem osobliwymi.
Funkcję, która jest holomorficzna na całej płaszczyźnie zespolonej nazywa się funkcją całkowitą (całkowitość oddaje tu „całość”, dlatego funkcji tej nie należy mylić z funkcją określoną w liczbach całkowitych). Z kolei wyrażanie „holomorficzna w punkcie {\displaystyle a}” oznacza funkcję nie tylko różniczkowalną w punkcie {\displaystyle a,} ale różniczkowalną wszędzie wewnątrz pewnego otwartego koła o środku w {\displaystyle a} na płaszczyźnie zespolonej.

## Definicja
Niech {\displaystyle U} będzie otwartym podzbiorem {\displaystyle \mathbb {C} ,} zaś {\displaystyle f\colon U\to \mathbb {C} } będzie funkcją zespoloną określoną na {\displaystyle U.} O funkcji {\displaystyle f} mówi się, że jest różniczkowalna w sensie zespolonym lub ma pochodną zespoloną w punkcie {\displaystyle z_{0}\in U,} jeżeli istnieje granica
{\displaystyle f'(z_{0})=\lim _{z\to z_{0}}~{\frac {f(z)-f(z_{0})}{z-z_{0}}},}
którą nazywa się pochodną zespoloną funkcji {\displaystyle f} w punkcie {\displaystyle z_{0}.}
Powyższa granica jest wzięta po wszystkich ciągach liczb zespolonych zbiegających do {\displaystyle z_{0}} i dla wszystkich takich ciągów iloraz różnicowy ma zbiegać do tej samej liczby {\displaystyle f'(z_{0}).} Intuicyjnie, jeżeli {\displaystyle f} jest różniczkowalna w sensie zespolonym w {\displaystyle z_{0}} z kierunku {\displaystyle r,} to obrazy będą zbiegać do punktu {\displaystyle f(z_{0})} z kierunku {\displaystyle f'(z_{0})r,} gdzie ostatni iloczyn jest mnożeniem liczb zespolonych. To pojęcie różniczkowalności dzieli kilka wspólnych własności z różniczkowalnością w sensie rzeczywistym: jest liniowe i spełnia reguły iloczynu, ilorazu i łańcuchową.
Jeżeli {\displaystyle f} jest różniczkowalna w sensie zespolonym w każdym punkcie {\displaystyle z_{0}\in U,} to funkcję {\displaystyle f} nazywa się holomorficzną na {\displaystyle U.} Funkcja {\displaystyle f} jest holomorficzna w punkcie {\displaystyle z_{0},} jeżeli jest holomorficzna w pewnym otoczeniu {\displaystyle z_{0}.} Funkcja {\displaystyle f} jest holomorficzna na pewnym nieotwartym zbiorze {\displaystyle A,} jeżeli jest holomorficzna na zbiorze otwartym zawierającym {\displaystyle A.}
Związek między różniczkowalnością w sensie rzeczywistym i w sensie zespolonym jest następujący:
jeżeli funkcja zespolona {\displaystyle f(x+iy)=u(x,y)+iv(x,y)} jest holomorficzna, to {\displaystyle u} i {\displaystyle v} mają pierwsze pochodne cząstkowe względem {\displaystyle x} oraz {\displaystyle y} i spełniają równania Cauchy’ego-Riemanna:
{\displaystyle {\frac {\partial u}{\partial x}}={\frac {\partial v}{\partial y}}\quad {\mbox{oraz}}\quad {\frac {\partial u}{\partial y}}=-{\frac {\partial v}{\partial x}}}
Twierdzenie odwrotne nie jest prawdziwe. Prostym odwróceniem tego wyniku jest, że
jeżeli {\displaystyle u} oraz {\displaystyle v} mają ciągłe pierwsze pochodne cząstkowe i spełniają równania Cauchy’ego-Riemanna, to wtedy {\displaystyle f} jest holomorficzna.
Bardziej zadowalającym odwróceniem, które nastręcza więcej trudności przy dowodzie, jest twierdzenie Loomana-Menchoffa:
jeżeli {\displaystyle f} jest ciągła, a {\displaystyle u} i {\displaystyle v} mają pierwsze pochodne cząstkowe i spełniają równania Cauchy’ego-Riemanna, to {\displaystyle f} jest holomorficzna.

## Własności
Ponieważ różniczkowanie w sensie zespolonym jest liniowe i spełnia reguły iloczynu, ilorazu i łańcuchową , to sumy, iloczyny i złożenia funkcji holomorficznych są holomorficzne, a iloraz dwóch funkcji holomorficznych jest holomorficzny tam, gdzie mianownik jest różny od zera.
Utożsamienie {\displaystyle \mathbb {C} } z {\displaystyle \mathbb {R} ^{2}} sprawia, że funkcje holomorficzne pokrywają się z tymi funkcjami dwóch zmiennych rzeczywistych o ciągłych pierwszych pochodnych, które są rozwiązaniami równań Cauchy’ego-Riemanna, układu dwóch równań różniczkowych cząstkowych.
Każda funkcja holomorficzna może być przedstawiona jako suma swoich części rzeczywistej i urojonej, a każda z nich jest rozwiązaniem równania Laplace’a na {\displaystyle \mathbb {R} ^{2}.} Innymi słowy, jeżeli wyrazi się funkcję holomorficzną {\displaystyle f(z)} jako {\displaystyle u(x,y)+iv(x,y),} to tak {\displaystyle u,} jak i {\displaystyle v} są funkcjami harmonicznymi.
Tam gdzie pierwsza pochodna nie zeruje się, funkcje holomorficzne są konforemne (równokątne) w tym sensie, iż zachowuje kąt i kształt (ale nie rozmiar) małych figur.
Wzór całkowy Cauchy’ego zapewnia, że każda funkcja holomorficzna wewnątrz pewnego koła jest całkowicie określona przez wartości na brzegu tego koła.
Każda funkcja holomorficzna jest analityczna. Oznacza to, że funkcja holomorficzna ma pochodne dowolnego rzędu w każdym punkcie {\displaystyle a} swojej dziedziny i pokrywa się ze swoim szeregiem Taylora względem punktu {\displaystyle a} w otoczeniu {\displaystyle a.} Rzeczywiście, {\displaystyle f} pokrywa się ze swoim szeregiem Taylora względem {\displaystyle a} w dowolnym kole o środku w tym punkcie, które leży wewnątrz dziedziny tej funkcji.
Z algebraicznego punktu widzenia zbiór funkcji holomorficznych określonych na zbiorze otwartym jest pierścieniem przemiennym i zespoloną przestrzenią liniową. Rzeczywiście, jest to lokalnie wypukła przestrzeń liniowo-topologiczna, gdzie półnormami są suprema na podzbiorach zwartych.

## Przykłady
Holomorficzne na {\displaystyle \mathbb {C} } są wszystkie funkcje wielomianowe zmiennej {\displaystyle z} o współczynnikach zespolonych, funkcja wykładnicza, a także funkcje trygonometryczne sinus i cosinus, które mogą być definiowane przez funkcję wykładniczą za pomocą wzoru Eulera. Ogólniej każdy szereg potęgowy o niezerowym promieniu zbieżności jest funkcją analityczną w swoim otwartym kole zbieżności.
Główna gałąź logarytmu zespolonego jest holomorficzna na zbiorze {\displaystyle \mathbb {C} \setminus \{z\in \mathbb {R} \colon z\leqslant 0\}.} Pierwiastek kwadratowy funkcji może być określony jako
{\displaystyle {\sqrt {z}}=e^{{\tfrac {1}{2}}\log z}}
i stąd jest on holomorficzny tam, gdzie holomorficzny jest logarytm {\displaystyle \log z.}
Funkcja {\displaystyle {\tfrac {1}{z}}} jest holomorficzna na zbiorze {\displaystyle \mathbb {C} \setminus \{0\}.}
Holomorficzna funkcja o wartościach rzeczywistych musi być stała, co jest konsekwencją równań Cauchy’ego-Riemanna. Stąd moduł liczby zespolonej {\displaystyle z} oraz argument liczby zespolonej {\displaystyle z} nie są holomorficzne.

## Przypadek kilku zmiennych
Zespolona analityczna funkcja kilku zmiennych zespolonych jest definiowana jako analityczna i holomorficzna w punkcie, jeżeli jest lokalnie rozwijalna (wewnątrz wielokoła/polidysku, iloczynu kartezjańskiego kół o środku w tym punkcie) jako zbieżny szereg potęgowy tych zmiennych. Warunek ten jest silniejszy niż równania Cauchy’ego-Riemanna; rzeczywiście, może być on również wyrażony następująco:
funkcja kilku zmiennych zespolonych jest holomorficzna wtedy i tylko wtedy, gdy spełnia równania Cauchy’ego-Riemanna i jest lokalnie całkowalna z kwadratem.

## Uogólnienie w analizie funkcjonalnej
Pojęcie funkcji holomorficznej może być rozszerzone na przestrzenie nieskończeniewymiarowe rozważane w analizie funkcjonalnej. Przykładowo pochodne Frécheta lub Gâteaux mogą być wykorzystane do zdefiniowania pojęcia funkcji holomorficznej na przestrzeni Banacha nad ciałem liczb zespolonych.